# Agnès Giard
Pour les articles homonymes, voir Giard.
Agnès Giard, née le 1er septembre 1969 à Vannes, est une anthropologue, écrivaine et journaliste française.
Chercheuse associée à l’Université de Paris Nanterre (laboratoire Sophiapol). Ses recherches portent sur l'industrie des simulacres affectifs (épouse holographique, partenaire numérique, poupée vocale, clone post-mortem, love doll) dans le contexte du dépeuplement du Japon.

## Biographie

### Formation
Agnès Giard est une ancienne élève d'hypokhâgne-khâgne au lycée Fénelon, à Paris. 
En 2015, elle soutient une thèse de doctorat d'anthropologie, portant sur l'effet de présence dans les objets anthropomorphiques japonais,.

### Carrière
Elle fait ses débuts dans les premiers fanzines de culture japonaise, qui inaugurent le concept du Cool Japan, et dans Nova Magazine, avant d’investir la presse cyber, la presse masculine et la presse féminine. En 1997, elle se rend pour la première fois au Japon. En 2000, elle devient correspondante du magazine japonais SM & Sniper où elle tient, pendant dix ans, une chronique régulière. 
En 2003, elle publie un livre d’art au Japon, Fetish Mode, puis entame une série de recherches qui seront publiées en collaboration avec des artistes contemporains japonais tels que Tadanori Yokoo, Makoto Aida, Yasuji Watanabe, Takato Yamamoto, Gengoroh Tagame, Fuco Ueda, Suehiro Maruo, Yuji Moriguchi, Toshio Saeki, etc.
Publié en 2006, son ouvrage L’Imaginaire érotique au Japon propose une grille d’analyse inédite de la société japonaise par le biais de son rapport au corps, au sexe et au sacré. Suivent un Dictionnaire de l’amour et du plaisir au Japon (2008), puis un livre de design tissant le lien entre objets de culte, jouets sexuels et gadgets pour otaku : Les Objets du désir au Japon (2009).
Résidente en 2010 à la villa Kujoyama, Agnès Giard publie ensuite, sous l’égide du ministère des Affaires étrangères, une anthologie critique des histoires d’amour les plus révélatrices de la culture contemporaine japonaise.
Elle est l’organisatrice, avec le laboratoire Sophiapol, de deux colloques internationaux spécifiquement dédiés aux ersatz émotionnels : « L’Attachement aux cyber-choses. Logiciels sentimentaux, love-bots et séducteurs de synthèse » (2017) et « Techno-réalités et créatures affectives : les dispositifs de simulation amoureuse » (2018). 
Au sein du groupe de recherche Emtech (Emotional machines: The Technological Transformation of Intimacy in Japan) à Freie Universität Berlin, elle organise ensuite les colloques internationaux Emotional Attachment to Machines: New Ways of Relationship-Building in Japan (2019) et Desired identities: New-Technology based Metamorphosis in Japan (en 2020).
Elle est membre du comité de direction de la revue Hermès et membre du conseil éditorial de la revue Terrain, depuis fin 2017.

## Ouvrages
- Les 400 culs. Chroniques culottées sur les sexualités modernes, Paris, La Musardine, coll. L'attrape-corps, 2023.
- Un désir d'humain, les love doll au Japon, Paris, Les Belles Lettres, coll. « Japon », 2016.
- Les Histoires d’amour au Japon. Des mythes fondateurs aux fables contemporaines, Paris, Drugstore, 2012 ; traduit en japonais (Ai no Nihonshi, 愛の日本史) par Atsushi Tanigawa et publié par Kokusho Kankôkai, Tokyo, 2018.
- In-Out, la métaphore érotique du passage, Paris, Sancho, 2012
- Les Objets du désir au Japon, Paris, Drugstore, 2009
- Le Dictionnaire de l'amour et du plaisir au Japon, Paris, Drugstore, 2008 ; réédité en 2015
- L'Imaginaire érotique au Japon, Paris, Albin Michel, 2006 ; réédité en 2008 puis en 2010 par Drugstore ; traduit en japonais (Erotikku Japon, エロティック・ジャポン) par Junquo NIMURA et publié par Kawade Shobō Shinsha, Tokyo, 2010.
- Le Sexe bizarre, Paris, Le Cherche midi, 2004 ; réédité en 2010 par les éditions Tabou ; traduit en japonais (Tokushu Seiyoku Daihyakka, 特殊性欲大百科)  par Norio Yamamoto et publié par Sakuhinsha, 2015.
- Fetish Mode, livre d’art publié en japonais et en français, Tokyo, éditions Wailea, 2003.

### Articles dans des revues académiques
- « Pèlerinages de jeux vidéo : poétique de l’itinéraire amoureux », Hermès, n°91, 2023.
- « Romance numérique pour femmes au Japon. Les otome gēmu, entre aliénation et libération », Clio, Femmes, Genre, Histoire, n°56, 2023.
- « Au Japon, le boom des mariages avec des personnages de fiction », The Conversation, en partenariat avec Terrain, 2022.
- “Becoming a Virtual Cutie: Digital Cross-Dressing in Japan”, co-écrit avec Bredikhina, Liudmila, Convergence: The International Journal of Research into New Media Technologies, 2022.
- « Manger avec un robot pour reprendre confiance. Repas, jeu de rôle et communication au Japon », Hermès, n°88, 2022.
- « Peut-on s’éprendre de tout ? Formes limites du lien amoureux », Terrain n°75
- « L’érudition dissidente des otakus japonais. Accumuler du vent, jouir de n’être que néant », Hermès, n°87, 2021.
- « "Jouer" au pervers. Amour pour la 2D et radicalité au Japon », L'ethnographie, n°3-4, 2020.
- « Pop idoles. Le marché des voix amoureuses au Japon », Hermès, n°86, 2020.
- « Climaxing in other ways and other places. From plant spasms to psychopomp pillows », co-signé avec Emmanuel Grimaud & Anne-Christine Taylor, HAU: Journal of Ethnographic Theory, vol. 9, n° 2, 2019.
- « Il faut beaucoup d’amies pour aimer un bel homme. Pratiques de sociabilité autour des jeux de romance (Otome Games) au Japon », Diogène, 2019
- « La love doll au Japon : une prothèse de couple pour célibataire ? », Cultures-Kairós, 2019.
- « Affects électroniques au Japon. Les systèmes de rencontre par machines interposées », Hermès, n°84, 2019.
- « Le stéréotype de la femme objet au Japon. Jouer à la poupée : jouer au mâle raté ? », Hermès, n°83, 2019.
- « L’amour d’air au Japon. Rituels de rencontre avec des voix venues d’ailleurs », Gradhiva, n°29, 2019.
- « Les mariages des ténèbres au Japon », Techniques & Culture, vol. 70, n°2, 2018.
- « Frapper un mur pour dire “Je t’aime” ? Les stratégies fatales au Japon », Rusca, n°10, 2018.
- « Des duplicatas de mineures vendues comme “poupée d’amour” : malaise dans la représentation sexuelle », Hybrid, n°4, 2018.
- « Jouir ailleurs et autrement. Du spasme végétal à l’oreiller psychopompe », co-signé avec Emmanuel Grimaud & Anne-Christine Taylor, Terrain, n°67, 2017.
- « Étreindre les êtres du rêve. L’oreiller comme partenaire au Japon », Terrain, n°67, 2017.
- « La fille en boîte. Naissance d’une perversion au Japon », Criminocorpus, 2017.
- « La love doll au Japon : jeux imaginaires, incarnation et paradoxes », Revue ¿Interrogations ?, 2016.

### Autres contributions
- “Sacralize a Digital Character to Enhance its Charm? Japanese Love Game as Female Fans Strategy”, in Idology in Transcultural Perspective: Anthropological Investigations of Popular Idolatry, Aoyagi Hiroshi, Patrick W. Galbraith and Mateja Kovacic (dir.), Palgrave and McMillan, 2022.
- « Love dolls japonaises et normes de genre : à quoi servent les femmes-objets ? », in Genre et sexualités, Philippe Nkoma Ntchemandji et Fatoumata Badini Kinda (dir.), Québec, L'Esprit Libre, 2022.
- « S’aimer dans l’autre monde : exorcismes numériques au Japon », in [Im]matérialités de la mort, Valérie Robin-Azevedo (dir.), Paris, CNRS éditions, coll. « Les Essentiels Hermès », 2020.
- « Harcèlement olfactif et parfums “corporels” au Japon. La revanche des mal-aimés », in À vue de nez. Odorat et communication, Brigitte Munier (dir.), Paris, CNRS éditions, coll. « Les Essentiels Hermès », 2019.
- « Les robots sexuels, entre fantasme et réalité ? », La cinquième saison, n°6, 2019.
- Introduction à l’ouvrage de Incredible Femdom Art of Namio Harukawa, Tôkyô, Treville, 2018.
- « Japon, un imaginaire érotique à part », hors-série de L'Obs, n° 1811 du 15 novembre 2018.
- Introduction à l'ouvrage Génération Hikikomori, de Nicolas Tajan, Paris, L’Harmattan, coll. « Études du fait japonais », 2017.
- « Love doll : la Forme creuse », in Persona, étrangement humain sous la direction de Thierry Dufrêne, Emmanuel Grimaud, Anne-Christine Taylor et Denis Vidal, catalogue de l'exposition « Persona » au musée du quai Branly, Paris, coédition Actes sud Beaux-Arts / Quai Branly, 2016.
- « Jouir en silence ? L’acoustique des estampes érotiques », in Miroir du désir. Images de femmes dans l’estampe japonaise, Sophie Makariou (dir.), Paris, Musée Guimet & RMN-Grand Palais, 2016.
- « La Jeune Fille sacrifiée sous le toit : étude d'un rituel de passage des frontières », in Imagine Japan, Marc-Olivier Gonseth (dir.), Neuchâtel, MEN, 2015.
- 遊び、コスプレ、信仰 (Asobi, kosupure, shinkō) [Le jeu, le cosplay et la croyance], in てぬぐいメタモルフォーゼ (Tenugui metamorufōze), Yoshifumi Takeda (dir.), Kyōto, Eirakuya, 2015.
- « Bondage » et « Japon », in: Dictionnaire des sexualités, Janine Mossuz-Lavau (dir.), Paris, Éditions Robert Laffont, 2014.
- Introduction à l'ouvrage Horikazu, la vie et l'œuvre d'un maître-tatoueur d'Asakusa, Munich, Reuss, 2012.
- Participation au livre Sensation/Perception, Paris, L’Observatoire international de première vision, 2002.
- Introduction à Christian Paraschiv, La Peau/Le Corps/Performance, Paris, galerie L’Enseigne des Oudins, 2001.

## Prix
- Bourse JSPS Postdoctoral Fellowship for Research in Japan (Short-term) : chercheuse invitée à l’Université de Kyôto, sous la supervision du professeur Takuya Matsumoto (松本卓也), (19 octobre 2018 – 18 mars 2019).
- Distinction accordée par le Prix du livre ICAS-GIS Asie 2017[13] : l’ouvrage Un Désir d’humain est sélectionné parmi les « Cinq meilleurs ouvrages » publiés en français dans le domaine des études asiatiques.
- Prix de la Fondation Louis Dumont 2016[14], pour une recherche intitulée « Peut-on fabriquer un “enfant céleste” ? La poupée comme objet rituel ».
- Prix spécial du jury de la MAE (prix de thèse[15]), Université de Paris Nanterre, 2016.
- Prix Sade attribué le 24 septembre 2016 pour son livre Un désir d'humain, les love doll au Japon (Les Belles Lettres).
- Résidente au Tôkyô Wonder Site (Tôkyô), pour une recherche sur les poupées en lien avec les personnes disparues (août et septembre 2012).
- Résidente à la Villa Kujoyama (Kyôto), sous l'égide du Ministère des Affaires Etrangères, pour un projet sur Les Histoires d’amour au Japon (1er juillet - 31 décembre 2010).